# Транспорт в Болгарии
Транспорт в Болгарии является одной из основных отраслей болгарской экономики. В Болгарии хорошо развиты все виды транспорта — сухопутный, водный, воздушный, трубопроводный и другие. Каждый из них имеет собственную инфраструктуру и регулируется специальным законом.
В географическом отношении Болгария занимает центральное место на Балканском полуострове, через который проходят основные пути из Европы через пролив Босфор (на территории Турции) в Малую Азию и дальше на Ближний Восток, в Переднюю Азию и Северную Африку. Территория Болгарии составляет 110 550 км². Самое большое расстояние между крайними географическими точками составляет 520 км с запада на восток и 330 км с севера на юг.

## Пограничные переходы

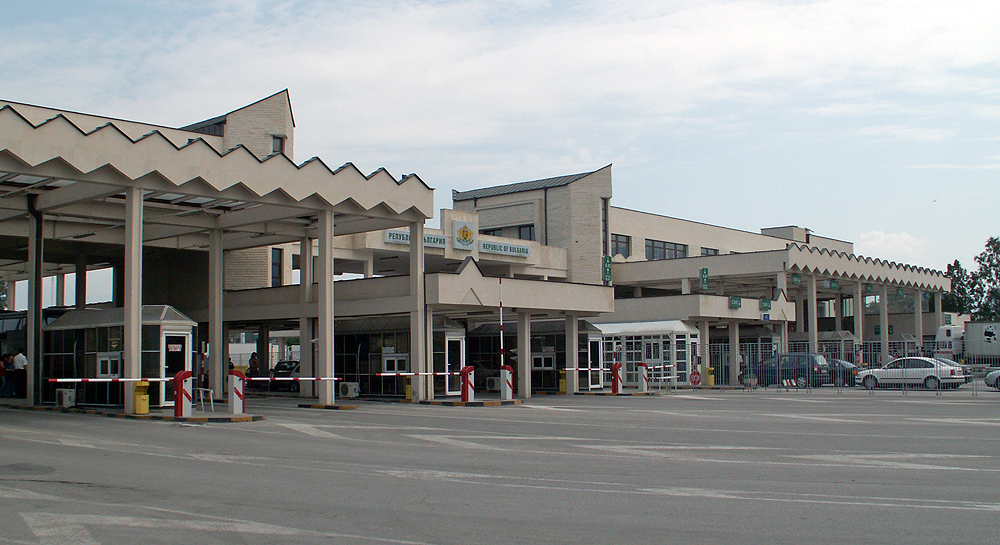
Пограничный КПП Кулата

Пограничные переходы в Болгарии называют «пограничные контрольно-пропускные пункты» (болг. граничен контрольно-пропускателен пункт), сокращённо ГКПП.
Общая длина границ Болгарии составляет 2245 км, Из них 1181 км — сухопутные, 686 км — речные (из которых 470 км проходят по реке Дунай) и 378 км — по Чёрному морю.
Болгария является членом Европейского союза (1 января 2007 год), НАТО (20 апреля 2004 год), Всемирной торговой организации (1 декабря 1996 год) и Организации Объединённых Наций (14 декабря 1955 год). Таможенный контроль товаров и визовый контроль пассажиров на болгарских границах осуществляются согласно общепринятым в этих организациях правилам.

## Сухопутный транспорт

### Автомобильный транспорт
11 октября 1909 года Болгария присоединилась к международной конвенции по передвижению автомобилей.
Летом 1968 года на заводе "Дунав" в городе Видин был изготовлен первый болгарский электромобиль ЭЛМО.
В 1965 - 1975 гг. автопарк страны увеличился в 10 раз, в 1975 году он превысил 340 тыс. автомашин.
В начале 1975 года началось строительство автотрассы София - Варна протяжённостью 500 км (в дальнейшем получившей название "Хемус"). В 1977 году было утверждено решение о строительстве трёх автострад, получивших названия "Тракия", "Хемус" и "Чёрное море".
В декабре 1976 года в Софийском научно-исследовательском институте грузовых автомобилей был построен экспериментальный грузовой электромобиль ЭЛМО (грузоподъемностью 1,5 тонн).
Летом 1979 года в Софии была введена в эксплуатацию автоматизированная система управления всеми столичными таксопарками (на ЭВМ болгарского производства).
Автомобильный транспорт является самым быстрым и самым распространённым видом пассажирского и грузового транспорта в Болгарии. В стране эксплуатируется 19 611 км дорог, из которых 812.3 км — автомагистрали, 3015 км — дороги І класса, 41 958 км — дороги ІІ класса, 11 689 км — дороги ІІІ класса и 294 км — грунтовые дороги. Плотность дорожной сети в Болгарии составляет 336 км/1000 км².
Население Болгарии составляет 7 563 710 жителей, 4 224 538 из них имеют водительские удостоверения. В стране зарегистрировано 3 136 857 транспортных средств, из которых на 2 856 857 установлен двигатель внутреннего сгорания.

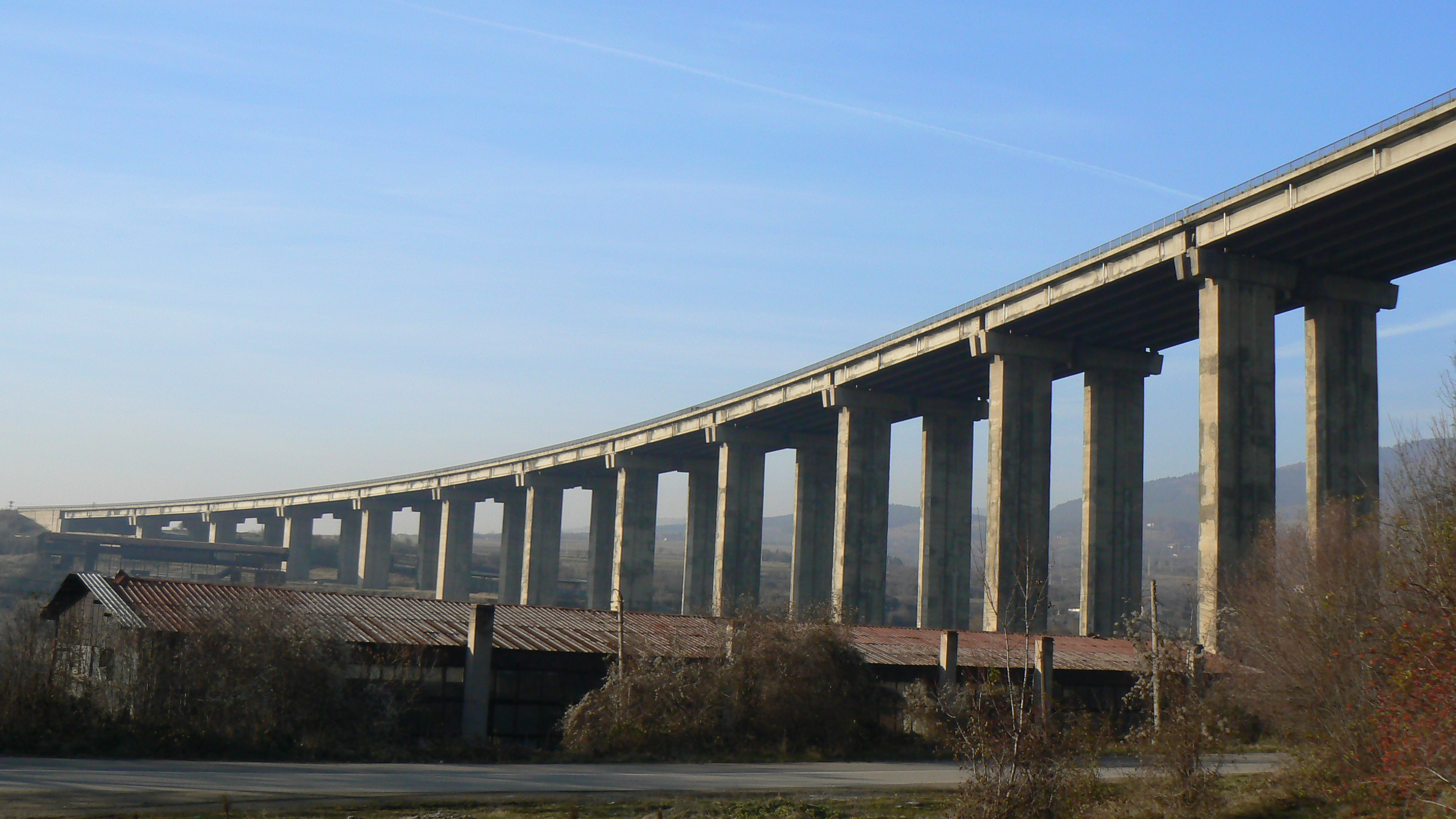
Виадук по автомагистрали «Хемус»

| возраст  | автомобили, % |
| 0 — 5    | 9,08          |
| 6 — 10   | 9,07          |
| 11 — 15  | 24,41         |
| 16 — 20  | 30,96         |
| свыше 20 | 26,48         |

| год  | количество |
| 2005 | 34 940     |
| 2006 | 45 300     |
| 2007 | 55 336     |
| 2008 | 57 927     |
| 2009 | 26 813     |

| марка      | автомобили, % |
| Toyota     | 11,06         |
| Ford       | 9,78          |
| Volkswagen | 8,79          |
| Peugeot    | 8,12          |
| Dacia      | 7,08          |
| Citroen    | 6,39          |
| Skoda      | 6,23          |
| Chevrolet  | 5,96          |
| Opel       | 5,83          |
| Renault    | 5,7           |

В 2009 году в Болгарии произошло 8045 ДТП, в которых погибло 1061 и было ранено 9952 человека. Основными причинами происшествий, по степени частоты, были:
1. превышение скорости;
2. неправильный обгон;
3. отсутствие водительских прав и навыков вождения;
4. алкогольное опьянение.[8]

### Железнодорожный транспорт

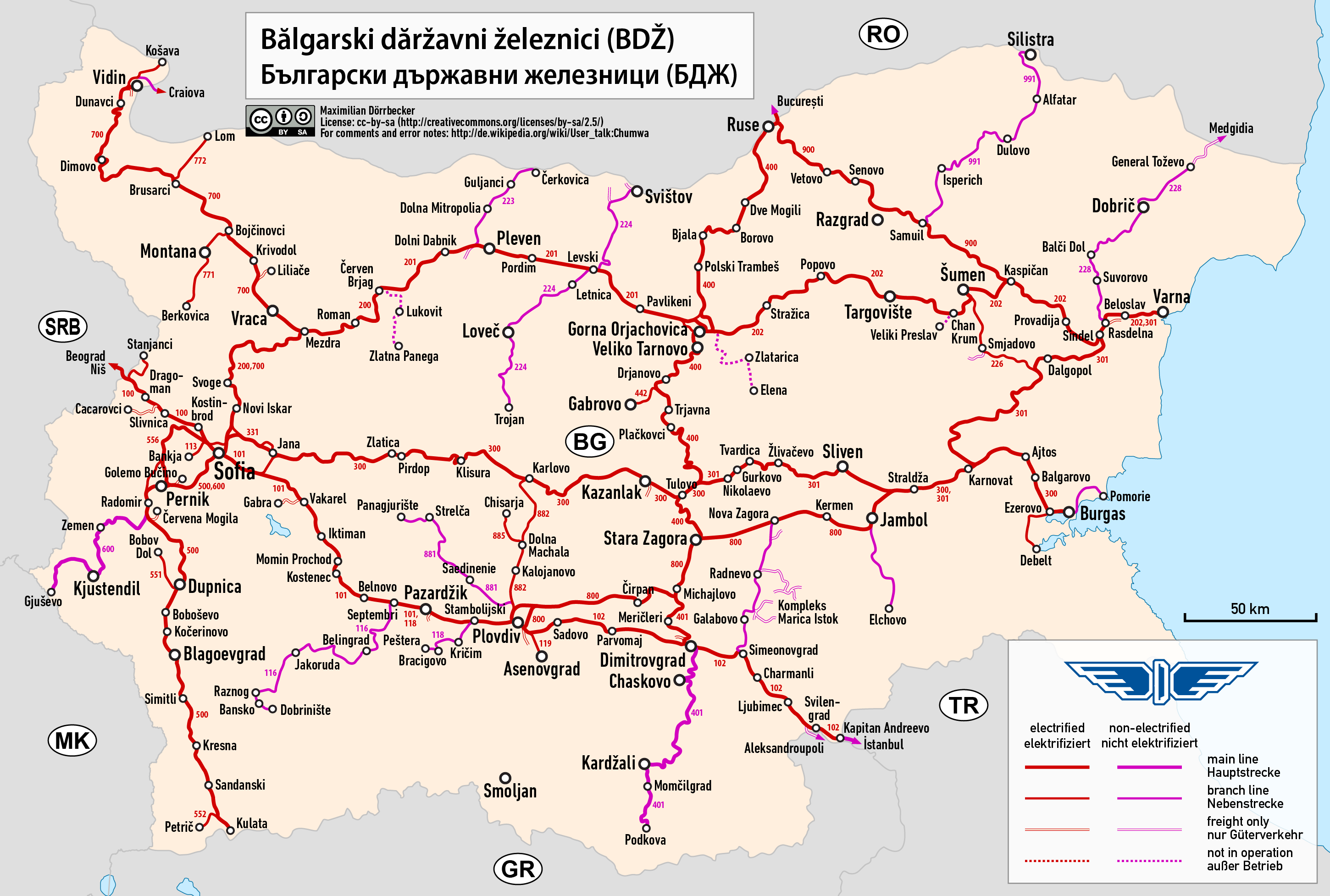

После окончания Крымской войны Британия и Австрия начинают вкладывать средства в строительство железных дорог на территории Болгарии.
В 1861 году была введена в строй первая железнодорожная линия (Чернаводу — Констанца), в 1863—1867 годы английской железнодорожной компанией была построена вторая железнодорожная линия (Варна — Русе). В 1869—1872 гг. была построена железнодорожная линия Константинополь — Адрианополь — Пловдив — Сараньово. При строительстве этих железных дорог турки широко использовали принудительный труд болгарского населения.
К окончанию русско-турецкой войны в 1878 году общая протяжённость железных дорог страны составляла 539 км, и в соответствии с решением Берлинского конгресса правительство Болгарии принимало на себя обязательства достроить проходивший через территорию страны участок железной дороги Стамбул - Вена и выкупить железнодорожную линию Варна - Русе.
В 1883 году правительство Болгарии выкупило линию Варна — Русе в собственность государства, британским владельцам было выплачено 52 млн. левов золотом.
В 1884—1888 гг. была построена железнодорожная линия Сараньово — София — Цариброд.
В 1888 году был построен Центральный вокзал в Софии - самый большой вокзал в стране.
В 1890 году общая протяжённость железных дорог Болгарии составляла 494 км. После получения во Франции крупных займов (5-процентного займа 1896 года, 5-процентного займа 1904 года и 4,2-процентного займа 1907 года) государство интенсифицировало строительство железных дорог в стране. В результате, общая протяжённость железных дорог Болгарии была увеличена
В 1900 году общая протяжённость железных дорог Болгарии составляла 1566 км.
8 октября 1908 года Болгария объявила себя независимым королевством и отказалась платить Турции компенсацию за проходившую по её территории Восточнорумелийскую железную дорогу. В ответ, Турция сосредоточила войска на границе с Болгарией и объявила о готовности начать войну. При посредничестве России конфликт был урегулирован: 6 апреля 1909 года были подписаны болгаро-русское и турецко-русское соглашения, в соответствии с которыми Российская империя отказывалась от получения с Турции контрибуции после русско-турецкой войны 1877—1878 в размере 500 млн франков, а Турция отказывалась от получения с Болгарии компенсации за Восточнорумелийскую железную дорогу в размере 125 млн франков, перечислив задолженность Болгарии на счёт России. Последняя сократила размер платежей Болгарии до 22 млн франков и устанавливала льготный порядок выплат (с рассрочкой на 75 лет).
В 1910 году общая протяжённость железных дорог Болгарии составляла 1890 км, в 1911 году - 1892 км (строилась линия Плачковиц — Ст. Загора), все дороги были одноколейными; подвижный состав включал 190 паровозов (30 из которых были изношены), 300 пассажирских и 3869 товарных вагонов.
3 сентября 1915 года представители правительств Болгарии и Турции парафировали и 6 сентября 1915 года — подписали соглашение о исправлении границы, в соответствии с которым Турция передала Болгарии район Димотика в Западной Фракии, по которому проходила железная дорога Свиленград — Дедеагач.
В 1939 году, после немецкой оккупации Чехословакии и Польши, зависимость железнодорожного транспорта Болгарии от Германии усилилась до близких к абсолютному значений (именно в Германии в течение 1939 года Болгария закупила 100% железнодорожных вагонов и 90% железнодорожных рельс).
В 1940 году общая протяжённость железных дорог Болгарии составляла 3625 км.
По состоянию на 9 сентября 1944 года, общая протяжённость железных дорог Болгарии составляла 2980 км.
В 1953 году на маршрут вышла первая женщина-машинист в истории Болгарии - Петрана Крыстева (в дальнейшем, первая в истории болгарских железных дорог женщина - начальник поезда).
В 1950е годы началось обновление паровозного парка - на железные дороги Болгарии начали поступать паровозы производства ГДР. В 1955 году на железные дороги Болгарии начали поступать вагоны болгарского производства (ранее использовались импортные вагоны).
В 1962 году началась электрификация и теплофикация наиболее грузонапряжённых участков железных дорог.
В середине 1960-х началась электрификация болгарского участка Трансбалканской железной дороги, в 1966 году на участке железнодорожной линии София - Карлово в Долине роз началось создание центральной диспетчерской станции.
В 1969 году общая протяжённость железных дорог Болгарии составляла свыше 4 тыс. км. К этому времени 55,6% всех перевозимых железнодорожным транспортом грузов перевозили тепловозами и электровозами.
В 1975 году общая протяжённость железных дорог Болгарии составляла 4290 км. В 1978 году институт эксплуатации железнодорожного транспорта в Софии разработал состав полимера, позволявшей делать изоляторы для высоковольтных линий электропередач, по эксплуатационным качествам не уступавшие стандартным фарфоровым изоляторам - но не настолько хрупкие. Первые пластмассовые изоляторы были установлены на электрифицированные участки железных дорог страны.
14 ноября 1978 была открыта морская паромная переправа Ильичевск - Варна, обеспечившая возможность прямого железнодорожного сообщения через Чёрное море.
В 1983 году в стране были электрифицированы 95 км железных дорог, в 1985 году - электрифицированы ещё 225 км железных дорог. На рубеже 1985 - 1986 года общая протяжённость железных дорог Болгарии составляла 4,4 тыс. км. В 2001 году Болгария одной из первых начала оснащать железные дороги европейской системой управления движения поездов.
1 января 2002 года в соответствии с решением правительства Болгарии, единая национальная компания "Болгарские железные дороги" была разделена на две независимые компании.
В 2002-2004 годы общая протяжённость железных дорог Болгарии составляла 4294 км (из них 2710 км были электрифицированы).
В 2009 году по болгарским железным дорогам было перевезено 13 284 400 тонн грузов, 9 663 200 т из которых перевозились внутри страны и 3 621 200 — за рубеж. В 2009 году болгарскими железными дорогами воспользовалось 31 360 200 пассажиров, 30 928 800 из которых перевозились внутри страны и 431 400 — за рубеж.
К 2012 году развернутая длина всех железнодорожных путей в стране составляла 6 938 км, 3 048 (43,9 %) из которых были одноколейными, 1941 км (28 %) — двуколейными, 125 км (1,8 %) — узкоколейными, с расстоянием между рельсами 760 мм. Длина колеи между вокзалами составляет 1 824 км (26,3 %). Болгария имеет железнодорожную связь со всеми сопредельными государствами (Румынией, Сербией, Грецией и Турцией), кроме Македонии,.
Схема железнодорожного транспорта в Болгарии
Железнодорожный транспорт является самым дешёвым пассажирским и грузовым транспортом в Болгарии. Железнодорожная сеть хорошо развита и покрывает большую часть территории страны.

## Воздушный транспорт
Воздушный транспорт в Болгарии в-основном осуществляет международные пассажирские перевозки. Доля грузовых полётов меньше. Внутренние воздушные перевозки в стране интенсивнее летом, из столицы Софии в аэропорты на черноморском побережье страны — Варну и Бургас.
В Болгарии имеется 8 основных аэропортов — София, Пловдив, Стара-Загора, Варна, Бургас, Горна-Оряховица, Тырговиште и Русе.
Несколько болгарских авиакомпании занимаются внутренними и международными пассажирскими и грузовыми воздушными перевозками, среди них «Болгария Эйр» — самая крупная, «Болгариан Эйр Чартер», «Эйр Виа», «Эйр София». Кроме них в Болгарии работает ряд авиакомпаний из европейских и других стран.
Руководство и контроль гражданского воздушного транспорта в Болгарии осуществляется Государственным предприятием «Руководство воздушного движения».

## Водный транспорт
Водный транспорт в Болгарии имеет большое значение для международного товарообмена страны. Внутренние водные сообщения слабо развиты. В стране есть большой потенциал развития международных круизных путешествий, но это направление туризма все ещё остаётся слабо развитым.
Актуальную статистическую и административную информацию о водном транспорте в Болгарии можно найти на официальной странице Исполнительного агентства «Морская администрация» (на болгарском языке).

### Речной транспорт

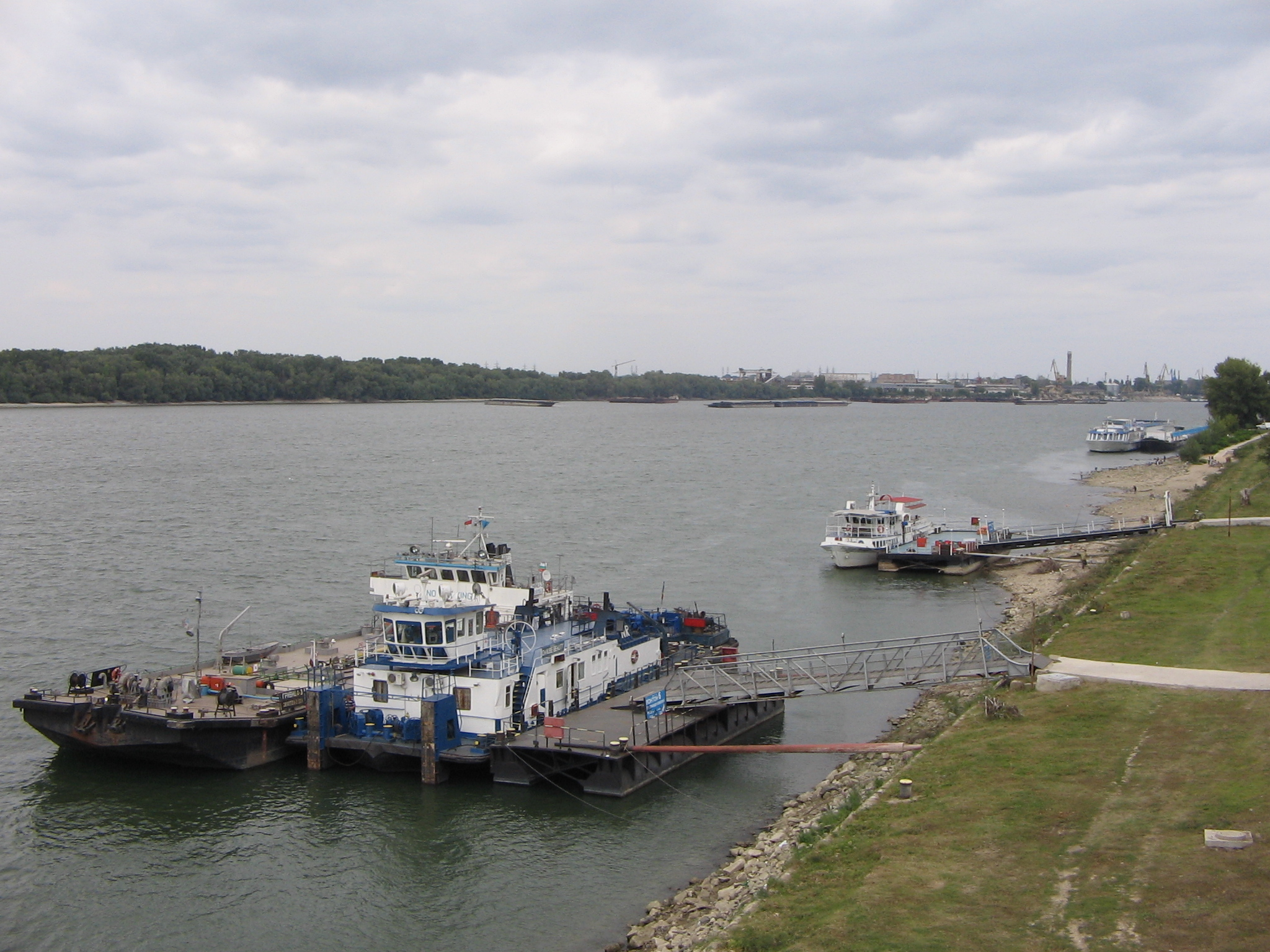
Пристань на реке Дунай в городе Русе

Единственная река в Болгарии, которая подходит для речного транспорта это Дунай. Большая часть границы между Болгарии и Румынии (470 км) проходит по Дунаю, поэтому хорошо развиты пассажирские и грузовые сообщения на паромах. Самая старая речная судоходная компания это «Болгарское Речное Судоходство» («Българско речно плаване») в городе Русе.
Подробную гидрологическую и навигационную информацию о реке Дунай на болгарском языке можно получить на сайте Агентства по изучению и поддержки реки Дунай.

### Морской транспорт
Морской транспорт исторически является самым дешёвым видом транспорта. Вся восточная граница Болгарии (378 км) находится на Чёрном море. Из него через пролив Босфор можно выйти в Мраморное море, и дальше через Дарданеллы — в Средиземное море. Перевозки морским транспортом в Болгарии осуществляется в основном через морские порты Варна и Бургас.
В 1944-1989 гг. характеризовались увеличением значения морского транспорта. В 1947 году судно под государственным флагом Болгарии впервые вошло в воды Северного Ледовитого океана, в 1956 году - обогнуло Африку, в 1958 году достигло берегов Южной Америки, в 1964 году - совершило кругосветное плавание. В целом, только за период с 9 сентября 1944 года до 14 февраля 1983 года общий тоннаж болгарского морского флота увеличился более чем в 50 раз (с 29 тысяч тонн до 1,6 миллиона тонн дедвейт).
```
Морской транспорт на 
танкерах
 является единственным путём доставки российской 
нефти
 для Болгарии, через 
морской порт
 
Бургас
. Практически все 
нефтепродукты
 в стране производятся на единственном нефтехимическом комбинате, который находится в 
Бургасе
 и принадлежит российской компании «
Лукойл
».
```

Крупнейшая судоходная компания — «Болгарский Морской Флот» (Варна).
Летом на черноморском побережье Болгарии популярны короткие поездки на яхтах в море и перевозки туристов на небольшие расстояния по морю.

## Трубопроводный транспорт
Строительство и эксплуатация трубопроводов является одним из самых сложных вопросов в современной внешней политике Болгарии. Географически Болгария находится в центре Балканского полуострова и обходить её при прокладке трубопроводов является сложно технически и дорого экономически. В стране остро сталкиваются геополитические и экономические интересы Европейского союза, США и России.
В настоящее время для Болгарии самым важным является газопровод, по которому в Болгарию поступает российский природный газ через Украину и Румынию.
В стране в разное время планировалась реализация 3-х проектов трубопроводов:
- Набукко (газопровод)
- Трансбалканский трубопровод
- Южный поток

Из всех 3-х проектов Болгария вышла.
В сентябре 2019 года на территории Болгарии началось строительство магистрального газопровода «Балканский поток», являющегося продолжением одной из веток «Турецкого потока» в Южную Европу.